# Fårevejle Kirkeby
Fårevejle Kirkeby er en lille by på Nordvestsjælland med 724 indbyggere  (2024) i Fårevejle Sogn med Fårevejle Stationsby som naboby. Kirkebyen ligger i Odsherred Kommune og tilhører Region Sjælland.
I krypten under Fårevejle Kirke står en kiste med Jarlen af Bothwells jordiske rester.

## Historie
Omkring århundredeskiftet blev byen beskrevet således: "Faarevejle (gml. Form Faræwæthlæ, maaske af Vejlen eller Vadestedet over Far, en Vig i Havet eller et Vandløb), ved Landevejen, tidligere smukt beliggende ved Lammefjord, med Kirke, Præstegd., Skole, Sparekasse (oprettet 1/4 1871; 31/3 1895 var Sparernes samlede Tilgodehavende 78,973 Kr., Rentefoden 34/5 pCt., Reservefonden 5130 Kr., Antal af Konti 542), Andelsmejeri og Mølle".